# Jakowlew Jak-55
Die Jakowlew Jak-55 (russisch Яковлев Як-55) ist ein sowjetisches Sportflugzeug aus dem Entwicklungsbüro Jakowlew.

## Entwicklung
Sie entstand als Nachfolger der Jak-50 im Jahr 1981 und war eine völlige Neuentwicklung mit vollsymmetrischem Profil. Der Mitteldecker ist in Ganzmetall-Bauweise gefertigt. Die Struktur hält Belastungen von bis zu 20g stand. Aus ermüdungstechnischen Gründen wurden die G-Limits auf −6g / und +9g herabgesetzt. Im Laufe der nachfolgenden Jahre sollte die Jak-55 die Jak-50 in den Fliegerklubs der UdSSR ersetzen. Es entstand noch die Jak-55M mit verringerter Spannweite für höhere Rollraten als Gegenstück zur Su-26M.

## Jak-110
Die Jak-110 ist ein Doppelrumpfflugzeug, das aus zwei Jak-55 (N41126 und N955SF) hergestellt wurde. Dabei wurden die zwei Jak-55 durch ein neues Flügelstück miteinander verbunden. Zusätzlich zu den normalen Propellermotoren wurde unter dem neuen Mittelflügel ein GE-J-85-Strahltriebwerk mit einem langen Auslassrohr montiert. Im Gegensatz zu einigen anderen Doppelrumpfflugzeugen, die durch die Kombination zweier Grundflugzeugzellen entstanden sind, wurden bei der Jak-110 die ursprünglichen Höhenleitwerke der zwei Jak-55-Rümpfe beibehalten. Diese sind jedoch verbunden und das hintere Ende des Auslassrohrs des Strahltriebwerks ist daran befestigt.

## Technische Daten

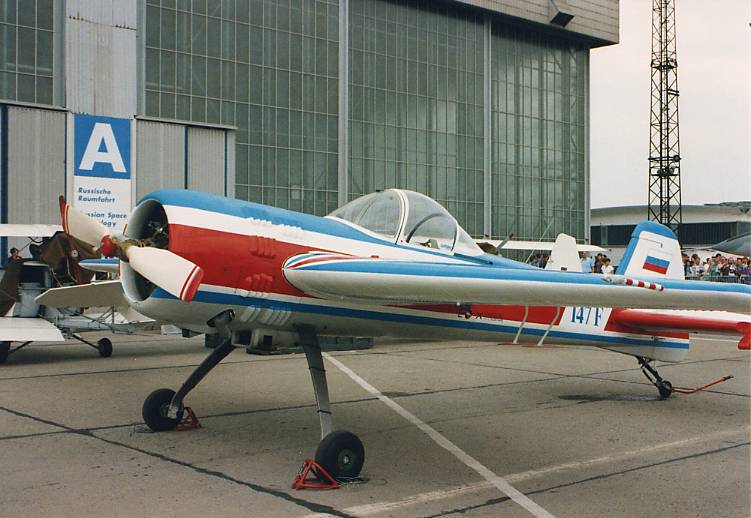
Jakowlew Jak-55

| Kenngröße             | Daten                       |
| --------------------- | --------------------------- |
| Besatzung             | 1                           |
| Länge                 | 7,48 m                      |
| Spannweite            | 9,0 m (Jak-55M: 8,2 m)      |
| Höhe                  | 2,00 m                      |
| Flügelfläche          | 14,3 m²                     |
| Flügelstreckung       | 5,7                         |
| Flächenbelastung      | 58,7 kg/m²                  |
| Leistungsbelastung    | 3,1 kg/kW (2,3 kg/PS)       |
| Leermasse             | 640 kg                      |
| Startmasse            | 840 kg                      |
| Steigleistung         | 20 m/s in Bodennähe         |
| Höchstgeschwindigkeit | 450 km/h                    |
| Reisegeschwindigkeit  | 260 km/h                    |
| Landegeschwindigkeit  | 140 km/h                    |
| Reichweite            | 550 km                      |
| Startrollstrecke      | 150 m                       |
| Landerollstrecke      | 450 m                       |
| Triebwerk             | ein Wedenejew M-14P/PF      |
| Leistung              | 265 / 294 kW (360 / 400 PS) |
| G-limit               | −6 / +9                     |
| Rollrate              | 420° pro Sekunde (Jak-55M)  |